# Gran dodecàedre estelapentakis
En geometria, el gran dodecàedre estelapentakis és un políedre isoèdric no convex. És el dual del gran icosàedre truncat. Té 50 cares triangulars que s'intersequen.